# Luchthaven Teniente FAP Jaime Montreuil Morales
De Luchthaven Teniente FAP Jaime Montreuil Morales (Spaans: Aeropuerto Teniente FAP Jaime Montreuil Morales) is een vliegveld gelegen in het Peruaanse Chimbote, een stad die deel uitmaakt van de regio Ancash.